# Grande pirogue wagenia
Ne doit pas être confondu avec Waka taua.
La grande pirogue wagenia exposée au Musée royal de l'Afrique centrale à Tervuren, en Belgique, est une pirogue traditionnelle en bois « sipo » (Entandrophragma utile) de près de 22 mètres de long, originaire de la région de l'actuelle République démocratique du Congo.
Construite en 1957 dans le village de Bamanga, au sein de la chefferie Baleka, cette grande pirogue est utilisée lors d'une expédition sur la rivière Ruiki pour transporter le roi Léopold III et sa suite lors d'une visite officielle.
Avec l'aide des autorités coloniales belges, cette pirogue est emportée au musée belge en janvier 1958, après des transactions menées par son directeur, Frans Olbrechts.

## Histoire
La grande pirogue exposée au Musée royal de l’Afrique centrale à Tervuren, en Belgique, provient de la région de Ponthierville (actuelle Ubundu), en République démocratique du Congo. Construite en 1957, elle servit initialement lors de la visite de l’ancien roi belge, Léopold III, en mars 1957,. À la suite de ce voyage, l'une des deux grandes pirogues utilisées fut envoyée en Belgique à la demande du Musée de Tervuren. Elle arrive au musée le 3 janvier 1958.

### Acquisition par le musée de Tervuren
La pirogue a été acquise après des négociations menées en 1957-1958 entre les autorités locales de Ponthierville et le directeur du musée de l’époque, Frans Olbrechts.
Cette acquisition fait suite à la demande de l'administration territoriale pour offrir un des deux exemplaires de pirogues ayant servi à la visite royale. Elle a été officiellement enregistrée en janvier 1958.

### Transaction
La pirogue a été envoyée en Belgique comme « envoi de Carlo Van Elsen » et est arrivé au musée en janvier 1958 et est enregistré dans les collections comme venant de Ponthierville, mais il est difficile de savoir si les populations locales avaient réellement la liberté de négocier ce transfert,. Le contexte colonial rend ces transactions complexes et parfois contestées aujourd'hui.
La grande pirogue illustre les savoir-faire locaux en matière de navigation fluviale et son parcours symbolise aussi les relations coloniales, marquées par l'appropriation d'objets culturels sous l'impulsion des autorités.
Cette pirogue, considérée comme une pièce maîtresse de la collection du Musée à Tervuren, reflète également le manque de documentation et de perspective pour les communautés des lieux de fabrications des artéfacts durant les processus d'acquisition, un aspect usuellement omis dans les récits d'appropriation[source secondaire nécessaire].
La mort d’Olbrechts en mars 1958 semble causer la déperdition d’information relative à la pirogue et à son acquisition.
En 1997, au musée, Carlo Van Elsen lui-même rectifie un ensemble de données erronées du texte de l’exposition au sujet de la pirogue.
Il clarifie :
« De prauw was één van de 2 prauwen die aangekocht werden door de Inlandse Gemeenschappen van het gewest om te dienen voor de tweedaagse rondreis van Koning Leopold III en Prinses Liliane in een gedeelte van het gewest Ponthierstad.

De prauw werd door de Inlandse Gemeenschappen van het Gewest geschonken aan het museum op verzoek van hulpdistrictcommissaris Carpiaux. »

« La pirogue est l’une des 2 pirogues achetées par les communautés autochtones du District pour servir lors de la visite de deux jours d'une partie de la région de Ponthierville par le roi Léopold III et la Princesse Liliane.
La pirogue a été offerte par les communautés autochtones de la région au musée à la demande du commissaire adjoint de district Carpiaux. »

La pirogue a été offerte à la demande de Carpiaux sur demande du directeur du musée.

### Liste des personnes impliquées dans l'acquisition
- Carlo Van Elsen : Administrateur adjoint de la région de Ponthierville, il a facilité la négociation avec le musée[6].
- Frans Olbrechts : Directeur du Musée royal de l’Afrique centrale, il a mené les discussions pour l’envoi de la pirogue en Belgique.
- André Carpiaux : Commissaire adjoint du district, il a émis la requête initiale pour l’acquisition de la pirogue.

### Mise en place pour le transport
Son transport vers la Belgique a nécessité une planification logistique importante en raison de sa taille imposante. Les archives indiquent qu'elle a été acheminée peu après la visite royale, en 1957, dans des conditions non entièrement documentées.

## Description
La pirogue est une immense embarcation creusée dans un seul tronc d’arbre et mesure environ 22,5 mètres de long.
Elle servait à transporter des passagers sur les rivières de la région. L'objet est représentatif des embarcations de transport collectif typiques de l’époque, qui naviguaient sur les rivières congolaises, comme le fleuve Congo.

### Construction

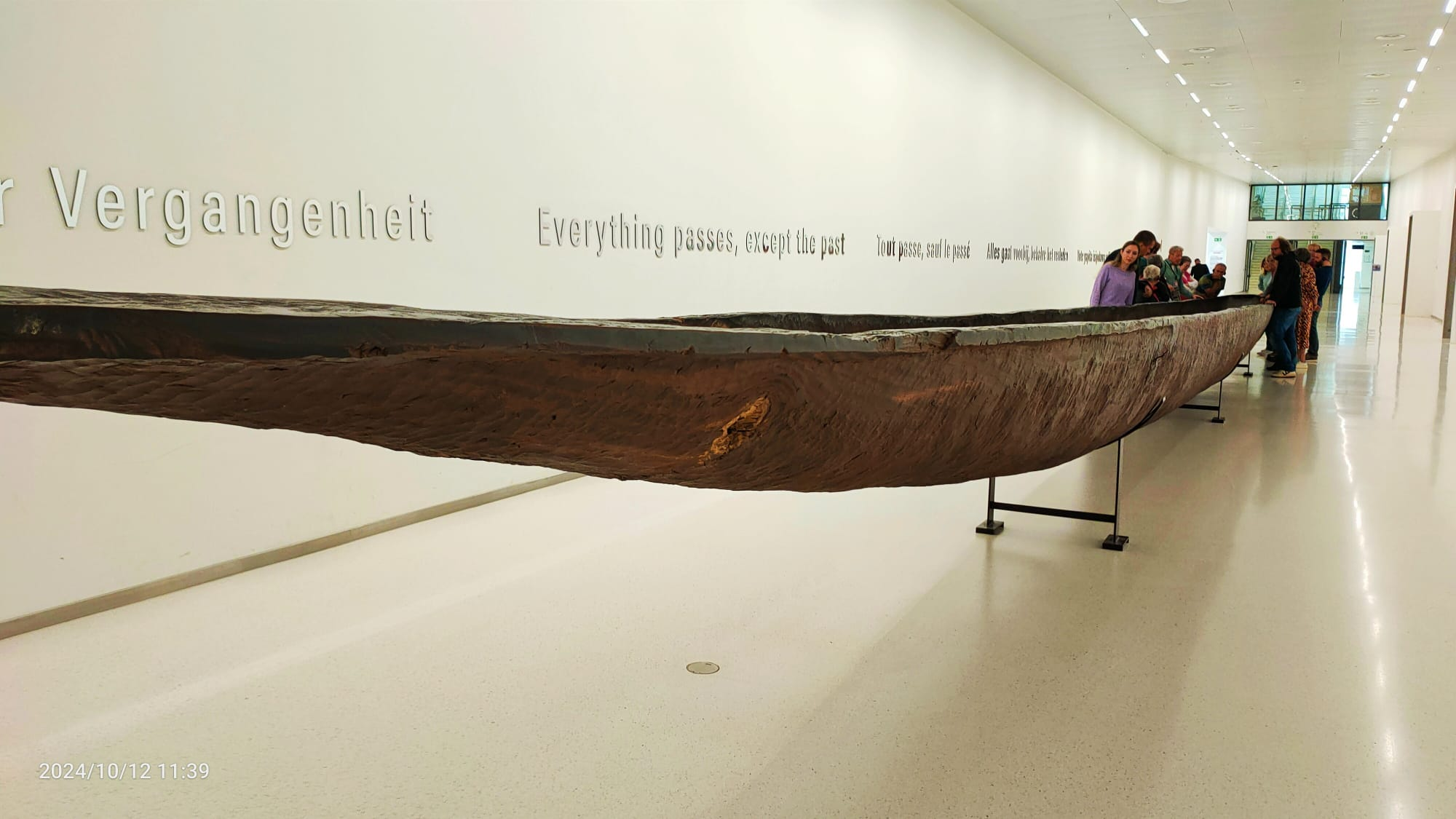
La grande pirogue en octobre 2024 au AfricaMuseum

La pirogue est réalisée en bois « sipo » (Entandrophragma utile), un matériau durable utilisé traditionnellement en Afrique centrale pour la construction de grandes embarcations. Cet artisanat reflète le savoir-faire local des peuples riverains, qui exploitent les vastes ressources forestières pour créer ces objets.

### Les pagaies

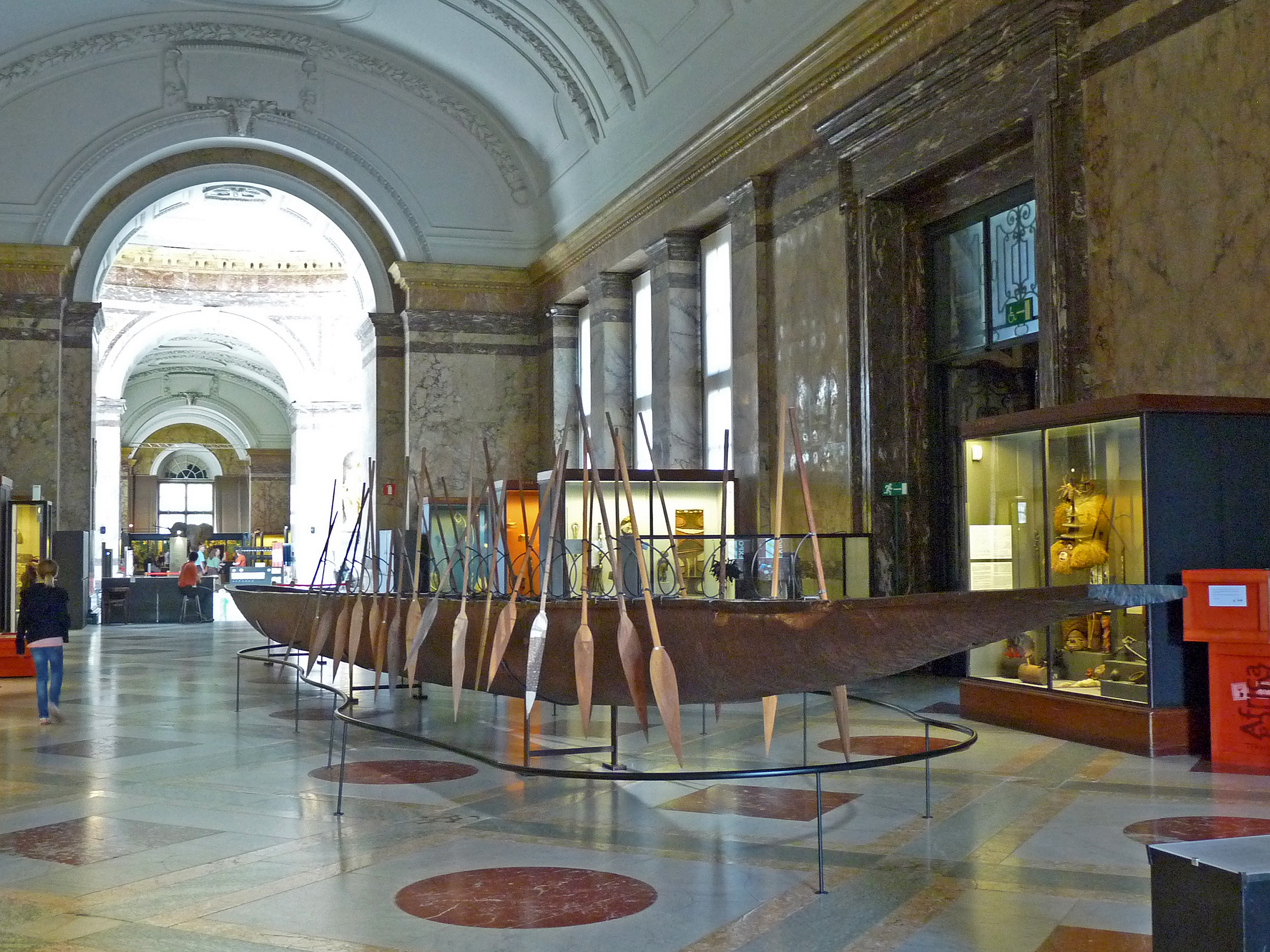
Les pagaies

80 pagaies ont été commandées spécifiquement pour accompagner la grande pirogue. Ces pagaies, parfois ornées, servaient à manœuvrer ces grandes embarcations fluviales, souvent sculptées dans des troncs d’arbres géants.
Leur fabrication et leur utilisation sont liées aux communautés locales qui en faisaient usage pour la pêche, le transport et parfois des cérémonies. Dans certaines régions comme celles des Wagenia ou des populations de Bamanga, les pirogues étaient confectionnées sous la supervision d’experts locaux appelés "moeli". Une fois fabriquées, elles étaient confiées au chef du village et utilisées avec des pagaies spécifiquement fabriquées pour chaque embarcation.
Ces pagaies étaient bien plus que de simples outils. À l'image des Tangué, elles participaient également à l’identité de la pirogue, portant parfois des motifs ou des surnoms propres à leur village d'origine.

### Dimensions
La pirogue mesure approximativement 22,5 mètres de long, une longueur impressionnante qui la classe parmi les objets les plus grands exposés au Musée de Tervuren.
D'un poids de 3 500 kilogrammes, elle est possède deux ouvertures pour installer des moteurs hors-bords. Utilisée par Léopold III durant son voyage au Congo en 1957, elle est de taille à accueillir 80 à 100 rameurs,.

### Description des photos
Une photo emblématique montre le roi Léopold III près de la pirogue, à l’occasion de son séjour en 1957. Le roi se tient debout à côté de l'administrateur colonial Carlo Van Elsen, qui a joué un rôle clé dans l’acquisition de l’embarcation,.

## Situation actuelle
La grande pirogue est exposée dans le cadre de l’exposition permanente du musée. Elle symbolise l'histoire de la navigation fluviale en Afrique centrale, mais aussi les relations coloniales complexes entre la Belgique et le Congo.